# Verwaltungsgemeinschaft Jeetze-Ohre-Drömling
In der Verwaltungsgemeinschaft Jeetze-Ohre-Drömling waren die Gemeinden Dönitz, Immekath, Jahrstedt, Kunrau, Kusey, Neuferchau, Ristedt, Steimke und Wenze im sachsen-anhaltischen Altmarkkreis Salzwedel zusammengeschlossen. Am 1. Januar 2005 wurde die Verwaltungsgemeinschaft mit der Verwaltungsgemeinschaft Klötze zur neuen Verwaltungsgemeinschaft Klötze zusammengeschlossen.